# Hondero

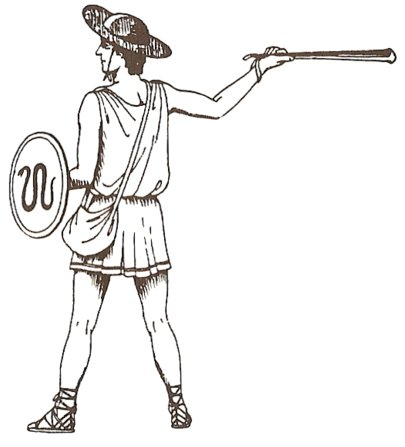
Hondero griego

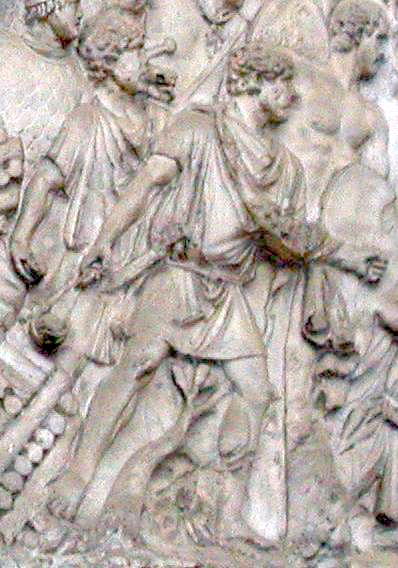
Honderos en la Columna trajana.

Hondero era el soldado de las antiguas tropas ligeras que combatía lanzando piedras con la honda. 
El hondero de la legión romana no usaba de otra defensa que un casco ligero de hierro o cuero. Su servicio era idéntico al de los cazadores. Los más célebres fueron los baleares. Los romanos y cartagineses alistaron muchos de ellos en sus ejércitos: según Diodoro de Sicilia y Estrabón, en tiempo del cónsul Emilio Vitelio, 125 años antes de Jesucristo, aquellos isleños eran ya notables por su acierto en manejar la honda. Julio César llevó parte de ellos a la conquista de las Galias y a la guerra contra Pompeyo. Se cuenta que para ejercitar a los muchachos, no se les daba de almorzar hasta que acertaban con una piedra en el sitio en que se ponía el alimento que les servía de desayuno. 
Sus hondas estaban tejidas con una especie de junco muy flexible que se criaba en las islas. Llevaban tres, cada una de tamaño y longitud distinta: una en la mano, otra rodeada a la cintura y otra atada a la cabeza, de las cuales se servían a proporción de les distancias. Eran tan fuertes los golpes de las piedras disparadas por su mano que apenas resistían las armas más duras y bien templadas.